# Gemini 11
Gemini 11 byl kosmický let s posádkou 12. – 15. září 1966 v rámci amerického kosmického programu Gemini. Měl sériové označení GLV-11 12566. V katalogu COSPAR je označen 1966-081A. Byl 13. kosmickou lodí s posádkou z USA, 21. z planety Země.

## Posádka
- Charles Conrad (2) – velitel
- Richard Gordon (1) – pilot

V závorkách je uvedený dosavadní počet letů do vesmíru včetně této mise.

### Záložní posádka
- Neil Armstrong – velitel
- William Anders – pilot

### Spojení s raketovým stupněm Agena
- Spojení: 12. září 1966 16:16:00 UTC
- Odpojení: 14. září 1966 16:55:00 UTC

### Výstup do vesmíru
- Gordon – EVA 1
  - Začátek: 13. září 1966 14:44:00 UTC
  - Konec: 13. září 1966 15:17:00 UTC
  - Trvání: 33 minut
- Gordon – EVA 2
  - Začátek: 14. září 1966 12:49:00 UTC
  - Konec: 14. září 1966 14:57:00 UTC
  - Trvání: 2 hodiny 8 minut

## Průběh letu
Start lodě byl odpoledne 12. září 1966 na Floridě z mysu Canaveral s pomocí rakety Titan 2 GLV. V posádce Gemini 11 byli velitel Charles Conrad, pilotem byl Richard Gordon. Po spojení s cílovým tělesem Agena TV-11 (COSPAR 1966-080A) a opakovaném nácviku této operace Gordon vystoupil ven z kabiny (výstup EVA) jednak kvůli fotografování a proto, aby obě tělesa spojil 30 metrů dlouhým lanem. Poté se unavený kosmonaut vrátil do kabiny. Dne 14. září byl využit motor Ageny pro zvýšení oběžné dráhy komplexu na rekordní výšku 1387 km. Během letu se s Agenou spojili vícekrát a Gordon znovu z otevřených dveří fotografoval hvězdnou oblohu. Poté bylo spojovací lano přerušeno. Let, který trval téměř tři dny, zakončilo automaticky řízené přistání s padákem na hladině Atlantiku, odkud je vylovila letadlová loď USS Guam.